# Науел Гузман
Науел Игнасио Гузман (Росарио, 10. фебруар 1986) је аргентински професионални фудбалер, који игра на позицији голманa за клуб ФК УАНЛ Тигрови у оквиру Прве мексичке лиге и од 2014. године за репрезентацију Аргентине.

## Клупска каријера
Гузман је дебитовао као професионални фудбалер у клубу Њуелс олд бојс, у августу 2006. године, на утакмици против Атлетика Белграно. Године 2008. био је на позајмици у клубу Индепендијенте Ривадавија, све до 2009. године. Био је кључни играч за Њуелс олд бојс у финалу шампионата Аргентине 2013. године.

## Репрезентативна каријера
Био је члан тиме фудбалске репрезентације Аргентине до 17 година, на светском шампионату 2003. године. Играо је 45 минута за репрезентацију Аргентине на пријатељском мечу против репрезентације Хонгконга
У мају 2018. године увршћен је у ужи избор играча репрезентације Аргентине за Светско првенство у фудбалу 2018. године. Позван је да игра за репрезентацију Аргентине, након што се први голман Серхио Ромеро повредио.

## Трофеји

### Њуелс олд бојс
- Аргентинска примера дивизија: Финале 2013.

### УАНЛ
- Прва мексичка лига: Апентура 2015, Апентура 2016 и Апентура 2017

### Аргентина
- Копа Америка: Друго место 2015 и 2016.